# Marshall Hall
Marshall Hall (Saint Louis, 17 settembre 1910 – Londra, 4 luglio 1990) è stato un matematico statunitense.

## Carriera
Studiò matematica a Yale, dove si laureò nel 1932. Studiò per un anno presso l'Università di Cambridge collaborando con G. H. Hardy. Nel 1936 tornò nuovamente a Yale per prendere il suo dottorato di ricerca, avendo come supervisore Øystein Ore.
Lavorò con la marina militare statunitense durante la Seconda Guerra Mondiale, tra cui sei mesi, nel 1944, a Bletchley Park. Nel 1946 prende una posizione presso l'Ohio State University. Nel 1959 si trasferì presso la California Institute of Technology. Dopo essersi ritirato a Caltech nel 1981, accettò un posto presso l'Università Emory nel 1985.
Propose inoltre la congettura di Hall, un problema aperto di teoria dei numeri sulla differenza tra quadrati perfetti e cubi perfetti.

## Pubblicazioni
- 1943: "Projective Planes", Transactions of the American Mathematical Society 54(2): 229–77 DOI: 10.2307/1990331
- 1959: The Theory of Groups, Macmillan MR 103215
  - Wilhelm Magnus (1960) Review: Marshall Hall, Jr. Theory of Groups Bulletin of the American Mathematical Society 66(3): 144–6.
- 1964: (con James K. Senior) The Groups of Order 2n n ≤ 6), Macmillan MR 168631
- 1967: Combinatorial Theory, Blaisdell MR 224481